# روبرت تاسو
روبرت تاسو هو لاعب كرة قدم فانواتي في مركز الهجوم، ولد في 18 ديسمبر 1989 في فانواتو. شارك مع منتخب فانواتو لكرة القدم. أما مع النوادي، فقد لعب مع Rewa F.C. ‏.

## وصلات خارجية
- روبرت تاسو على موقع قاعدة بيانات كرة القدم.إي يو (الإنجليزية)
- روبرت تاسو على موقع ناشيونال فوتبول تيمز (الإنجليزية)
- روبرت تاسو على موقع Soccerway.com (الإنجليزية)